# Antonius von Fürstenberg
Antonius von Fürstenberg (død 1540 i Wesel) var provst i Børglum og rigsråd.
Han var en tysk adelig præmonstratenser fra Köln Stift og doktor (dr. decretorum) i kirkeretten, som i kong Hans' tid kom til Danmark og 1507 blev professor ved Københavns Universitet. Da han var af en forslagen karakter og ansås brugbar i statssager, blev han ved kong Hans' gunst ca. 1509 forstander (provst) for det rige præmonstratenserkloster Børglum, der tillige var stiftets domkapitel, og blev omtrent samtidig medlem af Rigsrådet. Som sådan var han til stede ved kong Hans' død i Aalborg 1513. I året 1520, da Stygge Krumpen var blevet koadjutor for den gamle biskop i Børglum Niels Stygge (Rosenkrantz), blev Antonius von Fürstenberg tvunget til at afstå provstiet, fordi han anklagedes for at have tilvendt sig en Del af klosterets kostbarheder. Han begav sig til Rom og klagede til paven, Hadrian VI, der stævnede de to biskopper til sig. Dette skete, ligesom de 1523 var i færd med at afsætte Christian II; men Frederik I udstedte straks fra Viborg, hvor han blev hyldet, et brev til paven om at lade sagen undersøge i landet selv. Udfaldet af denne sag er ukendt. Han døde som den sidste katolske præst i St. Willibrord i Wesel.